# Heather Heyer

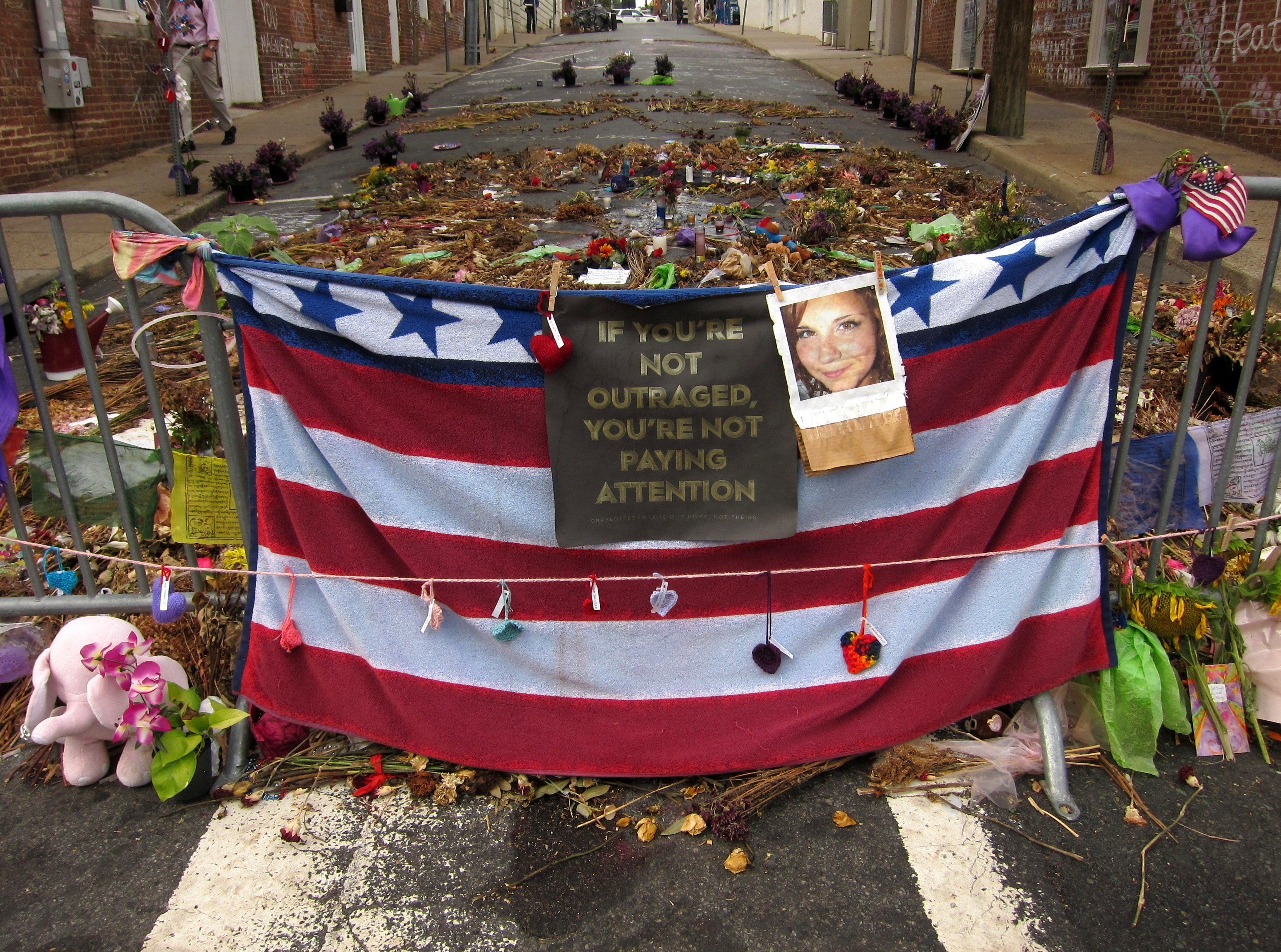
Gedenkstätte für Heather Heyer (2017)

Heather Danielle Heyer (* 29. Mai 1985 in Charlottesville, Virginia; † 12. August 2017 ebenda) war eine amerikanische Aktivistin für Bürgerrechte.

## Biografie
Nach ihrem Schulabschluss an der William Monroe High School in Stanardsville, Virginia, arbeitete sie zunächst als Kellnerin. 2012 bekam sie einen Job als Anwaltsgehilfin im Bereich Insolvenzrecht bei der Miller Law Group.
Heather Heyer wurde bei einer Gegendemonstration zu der rechtsextremen Demonstration „Unite the Right“ („Vereinigt die Rechte“) in Charlottesville getötet. Bei dem Anschlag wurden 19 weitere Personen verletzt. Der Attentäter, James Alex Fields jr., war mit seinem Auto auf der 4th Street in der Innenstadt in eine Menschenmenge gerast. Er wurde im Dezember 2018 von einer Jury des Mordes für schuldig befunden und bekam 419 Jahre Haft.
Heyer, deren letztes Posting auf Facebook „Wer sich nicht empört, schaut einfach nicht hin“ lautete, wurde zu einem Symbol für Bürgerrechte. Posthum wurde sie mit dem  Muhammad Ali Humanitarian Award for Social Justice ausgezeichnet. Nach ihrem Tod beendete der Website-Infrastrukturanbieter Cloudflare seine Dienste für The Daily Stormer und nahm die rechtsgerichtete Website damit offline.
Im Dezember 2017 wurde zu ihren Ehren der Abschnitt der 4th Street in Charlottesville, auf dem der Anschlag geschehen war, in Heather Heyer Way umbenannt. In dem Film BlacKkKlansman aus dem Jahr 2018 von Regisseur Spike Lee wird der Anschlag, bei dem Heather Heyer getötet wurde, in der Abschlusssequenz gezeigt und ihrer gedacht.